# Vražba (hrad)
Vražba je zaniklý hrad severně od vesnice Habřina v okrese Hradec Králové. Jeho zbytky se nacházejí na nevýrazné ostrožně v nadmořské výšce asi 300 metrů. Od roku 1964 je zapsán jako kulturní památka, nyní je zapsáno spolu se zbytky blízkého hradu Rotemberk a tvrzištěm v Habřině jako kulturní památka ČR.

## Historie
O hradu se nedochovaly žádné písemné zprávy, ale podle archeologického výzkumu stál ve druhé polovině třináctého století a zanikl požárem. Vražba patří mezi nejstarší a méně kvalitní šlechtické hrady, v jejichž konstrukci hrálo významnou úlohu dřevo. Takový hrad však brzy přestal vyhovovat dobovým nárokům šlechty, a proto nebyl po požáru obnoven a nahradil ho nedaleký kamenný hrad Rotemberk.

## Stavební podoba
Jednodílný hrad má oválný půdorys s rozměry 31 × 18 metrů. Obklopoval ho mohutný val a příkop. Na východní straně, kde se pravděpodobně nacházel vstup, bylo opevnění zesíleno dalším valem a příkopem. Hradní jádro bylo obehnané palisádou. Na jeho ploše stával dřevěný palác s pecí, po kterém zůstala pouze malá vyvýšenina. Prohlubně jsou zřejmě pozůstatky po starších výkopech.

## Přístup
Zbytky hradu jsou volně přístupné, ale nevede k nim žádná turisticky značená trasa. O několik set metrů na východ však prochází značená cyklotrasa č. 4252 z Velichovek do Habřiny, ze které je možné lesními cestami dojít do blízkosti hradu. Na jižních a západních svazích ostrožny se pod hradem nachází přírodní památka Vražba.